# Compensar
Compensar es una caja de compensación familiar colombiana, con sede en Bogotá, ofrece servicios de salud a través de su Entidad promotora de salud, al igual que turismo, vivienda, recreación y formación deportiva a través de sus academias de fútbol, natación, baloncesto, tenis, patinaje, bolos y voleibol.
Cuenta con aproximadamente un millón y medio de afiliados.

## Historia
Se fundó el 15 de noviembre de 1978, con un préstamo de la Caja Social de Ahorros, una planta de 16 empleados y oficinas tomadas en arriendo en la calle 59 con carrera 11.
En 2024 Compensar E.P.S. considero iniciar su proceso de liquidación con miras a entrar al negocio de la medicina prepagada.

## Organización
En el área de recreación Compensar cuenta el CUR, ubicado en la carrera 68, en Bogotá, cuenta con: Sala de Bolera, 4 piscinas: 2 para niños y 2 Piscinas Olímpicas (1 Subterránea), Salón de juegos electrónicos, gimnasio, cancha de golf, squash, fútbol, baloncesto, tenis y  Tenis de mesa.
Cuenta también con plaza de eventos, 4 restaurantes, 5 cafeterías y ciclovía.
Compensar es parte de la membresía de la Conferencia Interamericana de Seguridad Social, organismo internacional técnico y especializado, que tiene el objetivo de fomentar el desarrollo de la protección y seguridad social en América. 